# Hans-Rainer Frede
Hans-Rainer Frede (* 28. Juni 1932 in Breslau; † 26. August 2005 in Thale) war ein deutscher Jurist und Politiker (SPD).

## Leben und Ausbildung
Bis zu seiner Flucht nach Quedlinburg im Februar 1945 besuchte Frede die Schule in Lauban/Schlesien. Er beendete die Oberschule mit der Reifeprüfung im Jahr 1950. Er zog nach Hannover und begann später sein Studium der Rechts- und Staatswissenschaften an den Universitäten Mainz und Hamburg. Seine erste juristische Staatsprüfung legte er im Jahr 1954 ab. Daran schloss sich die zweite juristische Staatsprüfung im Jahr 1959 an. Frede promovierte an der Universität Hamburg mit einer Dissertation in einem strafrechtlichen Thema und begann zeitgleich ein Ergänzungsstudium in Volkswirtschaft und Psychologie. Seine Promotion zum Doktor der Rechte schloss er im Sommer 1961 erfolgreich ab. 

## Karriere
Zwischen 1960 und 1962 wurde er persönlicher Referent der Niedersächsischen Sozialminister Georg Diederichs sowie Kurt Partzsch. Zwischen 1962 und 1963 erfolgte seine Abordnung zum Landkreis Alfeld (Leine). Zwischen Februar 1963 und Oktober 1965 war er zum Regierungspräsidenten in Hannover abgeordnet. Von 1965 bis 1970 war er Oberkreisdirektor des Landkreises Zellerfeld. Zwischen 1971 und 1976 war er Regierungspräsident im Regierungsbezirk Lüneburg und war im Folgenden als Rechtsanwalt tätig.
Frede war Mitglied der Gewerkschaft ÖTV und Vorsitzender des SPD-Ortsvereins Lüneburg. Ferner war er Vorsitzender des Landesfremdenverkehrsverbandes von Niedersachsen und ebenfalls des Fremdenverkehrsverbandes in der Lüneburger Heide. Er war Mitglied in Sportvereinen sowie in der Freiwilligen Feuerwehr.

## Öffentliche Ämter
Frede war in der neunten Wahlperiode Mitglied des Niedersächsischen Landtages zwischen dem 21. Juni 1978 und dem 20. Juni 1982. Er war Vorsitzender des Ausschusses für Wirtschaft und Verkehr vom 15. September 1978 bis 20. Juni 1982.

## Schriften
- Die Rechtspflicht zum Handeln aus vorangegangenem Tun bei den unechten Unterlassungsdelikten, Dissertation Universität Hamburg 1961